# Margarita Teresa av Spanien

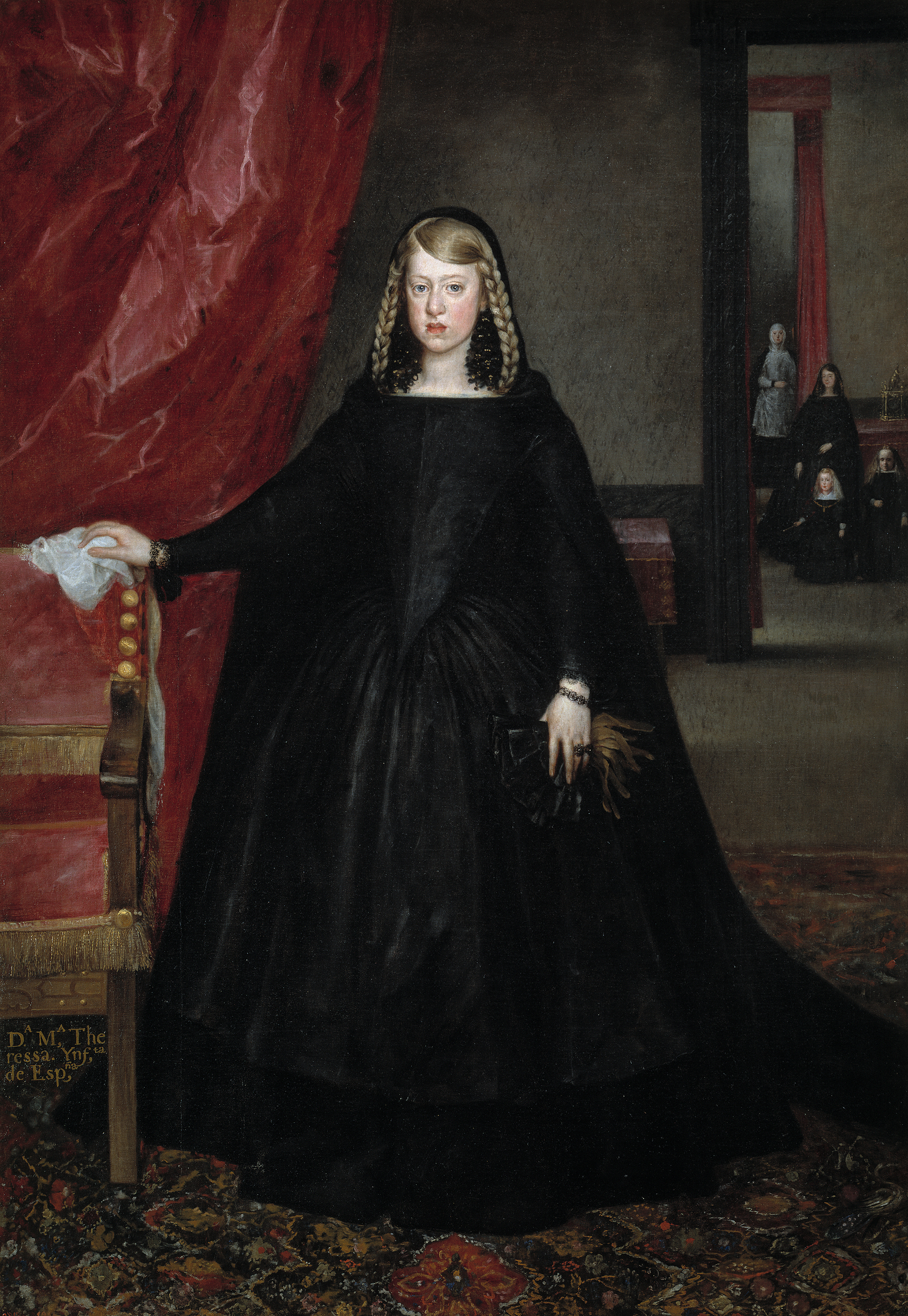
Margarita Teresa av Spanien i sorgklänning.
Målning av Juan Bautista Martínez del Mazo (1666).

Margarita Teresa av Spanien, född 12 augusti 1651 i Madrid, död 12 mars 1673 i Wien, var en tysk-romersk kejsarinna. Hon var dotter till Filip IV av Spanien och Maria Anna av Österrike och gift med Leopold I.

## Biografi

### Uppväxt
Margarita Teresas arvsrätt till den spanska tronen var av stor vikt, eftersom hennes bror Felipe Prósperos (1657–1661) hälsa var mycket dålig och han kunde förväntas avlida innan han hade fått ättlingar. 
Margarita Teresa trolovades med sin morbror, Leopold I, efter flera års förhandlingar och gifte sig med honom när hon var 15 år. Hon var sin fars favorit och beskrivs som vacker och frisk, och hon tycks inte ha påverkats av den dåliga hälsa som präglade det övriga dåtida spanska kungahuset på grund av inavel; hennes föräldrar var morbror och systerdotter, och själv gifte hon sig med sin morbror. 
Vid vigseln tilläts hon behålla sina arvsanspråk till Spaniens tron, något som skulle få betydelse för det senare spanska tronföljdskriget. Vid bröllopet i Wien uppfördes den första italienska operan norr om Alperna, Il pomo d'oro av Antonio Cesti, på en för tillfället uppförd operabyggnad. Bröllopsfestligheterna varade hela vintern fram till fastan och blev omtalade i hela Europa för sin prakt och dyrbarhet.

### Kejsarinna
Äktenskapet lär ha varit lyckligt, då paret hade gemensamma intressen såsom konst och musik. Margareta Teresa kallade sin man för morbror även efter vigseln, medan han kallade henne Gretl. Hon var religiös och övertalade år 1669 Leopold att utvisa Wiens judar, vilka hon anklagade för sina missfall. 
Margareta Teresa var inte populär i Wien, där hon stötte sig med den österrikiska adeln genom den arrogans och högdragenhet hon och hennes spanska följe uppvisade, och då hon insjuknade välkomnades sjukdomen av adeln, som önskade se Leopold gifta om sig. Hon var klen till hälsan och led sedan ungdomen av struma. Hennes hälsa försvagades ytterligare av graviditeter. Hon avled 1673, 21 år gammal. 
Margarita Teresa är känd för att målaren Diego Velázquez porträtterade henne i Las Meninas (1656) och Infantinnan Margarita Teresa i blå klänning (1659).

## Barn
1. Ferdinand Wenzel, född 28 september 1667, död 13 januari 1668
2. Maria Antonia, född 18 januari 1669, död 24 december 1692, gift med Maximilian II Emanuel av Bayern
3. Johann Leopold, född och död 20 februari 1670
4. Maria Anna, född 9 februari 1672, död 23 februari 1672